# Prime Head
Prime Head (hiszp. Cabo Siffrey ) – cypel na Trinity Peninsula na Półwyspie Antarktycznym – najbardziej na północ wysunięta część półwyspu i całej Antarktydy.

## Nazwa
Nazwa Prime Head została nadana w 1963 roku przez UK Antarctic Place-Names Committee (pol. brytyjską komisję ds. nazw geograficznych Antarktydy), nawiązując do położenia cypla . 

## Położenie
Prime Head jest najbardziej na północ wysuniętą częścią Trinity Peninsula na Półwyspie Antarktycznym  i całej Antarktydy. Leży ok. 9,5 km północny zachód od Mount Bransfield . Pokryty śniegiem i lodem cypel, kończy się wysokim na ok. 50 m klifem .

## Historia
Cypel został odkryty przez francuską ekspedycję pod dowództwem Julesa Dumont d'Urville’a (1790–1842) w latach 1837–1840 . Cypel na północnym krańcu półwyspu, leżący ok. 5 km of Prime Head, został naniesiony na mapy w 1838 roku i nazwany Cap Siffrey  . W 1946 roku nazwa Cap Siffrey została błędnie zastosowana przez Falkland Islands Dependencies Survey wobec cypla Prime Head . W latach 1956–1957 Falkland Islands and Dependencies Aerial Survey Expedition (FIDASE) wykonała szereg zdjęć lotniczych, które pozwoliły na prawidłowe zidentyfikowanie cypli .  
W 1963 roku UK Antarctic Place-Names Committee zidentyfikowała Cap Siffrey jako cypel leżący ok. 3 km od Prime Head . Cypel nazwany przez d'Urville’a nazywany jest obecnie Siffrey Point .